# BlueStacks App Player
BlueStacks App Player — бесплатный эмулятор для запуска Android‑приложений на компьютере под управлением ОС Windows или macOS. Старые версии просили устанавливать рекламные приложения, но начиная с BlueStacks 3 платить не требуется, а просто иногда показывается реклама. Программа может работать как в оконном, так и в полноэкранном режиме. Поддерживает все приложения Google Play и взаимодействует с большим количеством разработчиков напрямую, таким образом обеспечивается быстродействие приложений и уменьшается риск блокирования аккаунтов.

## История
О создании компании было объявлено 26 мая 2011 года на конференции Citrix Synergy в Сан-Франциско. Генеральный директор Citrix Марк Темплтон продемонстрировал на сцене раннюю версию BlueStacks и объявил о партнерстве между компаниями. Публичная альфа-версия App Player была запущена 11 октября 2011 г. App Player вышел из бета-версии 7 июня 2014 года. 23 июля 2014 года Samsung объявила, что инвестировала в BlueStacks. Это увеличило общий объем внешних инвестиций в BlueStacks до 26 миллионов долларов.
В марте 2018 года был выпущен BlueStacks 3N, которое добавляет поддержку Android 7.0 Nougat.
В сентябре 2018 года был выпущен BlueStacks 4 с поддержкой Android 7.1.2, внутренней валютой BlueStacks Points и магазином BlueStacks Store, где можно обменять эту валюту на реальные подарки: клавиатуры, мыши, и т. д.
В мае 2021 года был выпущен BlueStacks 5 c сокращённым потреблением ОЗУ (40 %—50 %), более быстрым запуском по сравнению с предшественником на 40 %, уменьшенным использованием GPU (87—97 %).
В июне 2012 года компания представила альфа-версию программы App Player для macOS, а бета-версия была выпущена в декабре того же года. В декабре 2024 года компания выпустила BlueStacks Air для компьютеров Apple Silicon Mac.

### BlueStacks Air
В декабре 2024 года BlueStacks выпустил BlueStacks Air — плеер для Android Silicon Mac. Он оптимизирован для работы со всеми системами Apple Silicon Mac — процессорами M1, M2, M3 и M4.

## Минимальные требования
Для Windows минимальные требования — Windows 7  или выше, 4 ГБ оперативной памяти, 10 ГБ свободного пространства на диске и процессор Intel или AMD. В настоящее время BlueStacks Air поддерживает системы Mac с использованием чипов Apple Silicon (M1-M4). Для macOS, минимальные требования — macOS 11 (Big Sur) или выше, 8 ГБ оперативной памяти, и 12 ГБ свободного пространства на диске.

## Возможности
- Запуск Android-приложений на PC без использования телефона.
- Синхронизация приложений телефона с РС.
- Наличие предустановленных приложений.
- Поддержка Android Debug Bridge.
- Запуск Android-игр на PC с возможностью настройки управления.
- Поддержка 3D-игр.
- Может работать с магазинами Google Play, AMD AppZone[10][11], Amazon Appstore[12].
- Наличие виртуальных SD-карт.
- Многоязычный интерфейс.
- Легкая установка программ и приложений[13].
- Встроенный каталог приложений.

## Недостатки
- Закрытый исходный код.
- Необходимость в поддержке виртуализации для эмуляции[14].
- Непрозрачная система монетизации.
- Игры могут зависать или работать с ошибками или перебоями.